# 嘉善平黎公路高架桥
嘉善平黎公路高架桥，全名平黎公路嘉善段改（扩）建工程，中标价13.61亿，全长7.59公里，计划工期为36个月。世纪大道至木业大道段为老路原位改扩建项目，上跨沪昆铁路、金嘉大道，于320国道上设置环形互通。高架桥路面设计速度80km/h。